# باددام (ابردین‌شیر)
باددام (به انگلیسی: Boddam) یک شهرک در اسکاتلند است که در ابردین‌شیر واقع شده‌است. باددام ۱٬۲۹۰ نفر جمعیت دارد.